# Natural semantic metalanguage
Natural Semantic Metalanguage (NSM) is een methode van descriptieve semantische analyse die gebaseerd is op reductieve parafrase (dat is, het beschrijven van een concept in termen van eenvoudigere begrippen).
Anna Wierzbicka is vanaf de jaren 70 van de vorige eeuw de drijvende kracht achter de ontwikkeling van NSM. NSM is een van de meest gebruikte methoden in descriptieve en interculturele semantiek.
NSM heeft de volgende uitgangspunten:
1. dat semantische analyse uitgevoerd moet worden in natuurlijke taal in plaats van in technische formalismen;
2. dat de volledige betekenis van een semantisch complexe uitdrukking door middel van reductieve parafrase uitgedrukt kan worden in natuurlijke taal;
3. dat elke taal zo'n niet verder reduceerbare semantische kern heeft, die bestaat uit een mini-lexicon van semantic primitives en een mini-grammatica die bepaalt op wat voor manieren deze primitives gecombineerd kunnen worden.

## Semantische primitieven
Onderstaande lijst geeft de Engelse exponenten van de semantische primitieven weer:
substantivesI, YOU, SOMEONE, PEOPLE, SOMETHING/THING, BODY
determinersTHIS, THE SAME, OTHER
quantifiersONE, TWO, SOME, ALL, MANY/MUCH
evaluatorsGOOD, BAD
descriptorsBIG, SMALL, (LONG)
intensifierVERY
mental predicatesTHINK, KNOW, WANT, FEEL, SEE, HEAR
speechSAY, WORD, TRUE
actions, events and movementDO, HAPPEN, MOVE
existence and possessionTHERE IS, HAVE
life and deathLIVE, DIE
timeWHEN/TIME, NOW, BEFORE, AFTER, A LONG TIME, A SHORT TIME, FOR SOME TIME, MOMENT
spaceWHERE/PLACE, HERE, ABOVE, BELOW; FAR, NEAR; SIDE, INSIDE; TOUCHING
"logical" conceptsNOT, MAYBE, CAN, BECAUSE, IF
augmentorMORE
taxonomy, partonomyKIND OF, PART OF;
similarityLIKE

## Meer informatie